# Herrarnas 1 500 meter frisim vid världsmästerskapen i kortbanesimning 2022
Herrarnas 1 500 meter frisim vid världsmästerskapen i kortbanesimning 2022 avgjordes den 13 december 2022 i Melbourne Sports and Aquatic Centre i Melbourne i Australien.
Guldet togs av italienska Gregorio Paltrinieri efter ett lopp på 14 minuter och 16,88 sekunder. Silvret togs av franska Damien Joly och bronset togs av norska Henrik Christiansen.

## Rekord
Inför tävlingens start fanns följande världs- och mästerskapsrekord:
|                   | Namn              | Nation   | Tid      | Ort                              | Datum            |
| ----------------- | ----------------- | -------- | -------- | -------------------------------- | ---------------- |
| Världsrekord      | Florian Wellbrock | Tyskland | 14.06,88 | Abu Dhabi, Förenade arabemiraten | 21 december 2021 |
| Mästerskapsrekord | Florian Wellbrock | Tyskland | 14.06,88 | Abu Dhabi, Förenade arabemiraten | 21 december 2021 |

## Resultat
De långsammare heaten startade klockan 13:36 och det snabbare heatet startade klockan 20:55.
| Placering | Heat | Bana | Namn                 | Nationalitet                | Tid           | Noteringar    |
| --------- | ---- | ---- | -------------------- | --------------------------- | ------------- | ------------- |
| 1         | 3    | 4    | Gregorio Paltrinieri | Italien                     | 14.16,88      |               |
| 2         | 3    | 3    | Damien Joly          | Frankrike                   | 14.19,62      | 0NR0          |
| 3         | 3    | 2    | Henrik Christiansen  | Norge                       | 14.24,08      |               |
| 4         | 3    | 6    | Shogo Takeda         | Japan                       | 14.25,95      | 0NR0          |
| 5         | 3    | 8    | Logan Fontaine       | Frankrike                   | 14.27,90      |               |
| 6         | 2    | 7    | Daniel Jervis        | Storbritannien              | 14.30,47      |               |
| 7         | 2    | 1    | Charlie Clark        | USA                         | 14.33,93      |               |
| 8         | 3    | 5    | David Johnston       | USA                         | 14.35,27      |               |
| 9         | 2    | 4    | Kim Woo-min          | Sydkorea                    | 14.45,35      |               |
| 10        | 2    | 2    | Stuart Swinburn      | Australien                  | 14.51,00      |               |
| 11        | 3    | 1    | Marwan Elkamash      | Egypten                     | 14.53,57      |               |
| 12        | 2    | 8    | Lucas Alba           | Argentina                   | 14.56,41      |               |
| 13        | 2    | 5    | Kenta Ozaki          | Japan                       | 14.58,30      |               |
| 14        | 2    | 3    | Carlos Garach        | Spanien                     | 14.59,37      |               |
| 15        | 1    | 4    | Jan Hercog           | Österrike                   | 15.00,36      |               |
| 16        | 1    | 3    | Ivan Hart            | Suspended Member Federation | 16.07,94      |               |
| 17        | 1    | 5    | Victor Johansson     | Sverige                     | Startade inte | Startade inte |
| 17        | 2    | 6    | Jon Jøntvedt         | Norge                       | Startade inte | Startade inte |
| 17        | 3    | 7    | Fei Liwei            | Kina                        | Startade inte | Startade inte |